# 547 до н. е.

## Події
- Завоювання Лідійського царства Кіром Великим. Після великої битви при Птерії лідійський цар Крез відступив, сподіваючись дочекатися прибуття союзників. Проте Кір продовжив атаку, захопив Сарди, столицю Лідії, а потім приєднав і всю державу до Персії.

### Астрономічні явища
- 29 квітня. Кільцеподібне сонячне затемнення.[1]
- 23 жовтня. Повне сонячне затемнення.[1]

## Померли
- За хронологією Джеффрі Кітінга, Айргетмар, легендарний король Ірландії.